# Eudromidia
Eudromidia is een geslacht van kreeftachtigen uit de klasse van de Malacostraca (hogere kreeftachtigen).

## Soorten
- Eudromidia frontalis (Henderson, 1888)
- Eudromidia hendersoni (Stebbing, 1921)